# ウェーバー条項
ウェーバー条項（ウェーバーじょうこう）は、1948年に発足したGATT（関税および貿易に関する一般協定）の25条第5項を指す。
この条項は、GATT加盟国の3分の2以上の多数決により、加盟国の義務を免除するものである。この条項により義務免除を認められた実例は、数多くある。しかしその多くは途上国への特恵関税であるとか、一時的な措置である。そのなかで米国が農業調整法に基づく輸入制限について受けたウェーバーは、適用範囲が農業調整法の対象とされ、米国の法改正により際限なく拡大が可能であり、かつ期限も無期限とされるなど、内容がはなはだしくGATTの原則を逸脱するものであった。

## WTO協定におけるウェーバー
WTO協定においても義務免除の規定がある（第9条3）が、必要な多数決が4分の3に引き上げられるとともに、１年を超える場合は毎年の見直しが義務付けられ（第9条4）、規律の強化がされている。